# جيفرسون غوميز
جيفرسون غوميز (بالإسبانية: Jefferson Gómez) (22 يونيو 1996 بكولومبيا - ) هو لاعب كرة قدم كولومبي في مركز الدفاع. لعب مع أتلتيكو جونيور.

## وصلات خارجية
- جيفرسون غوميز على موقع قاعدة بيانات كرة القدم.إي يو (الإنجليزية)
- جيفرسون غوميز على موقع Soccerway.com (الإنجليزية)
- جيفرسون غوميز على موقع AS.com (الإسبانية)